# 세인트패트릭구 (그레나다)

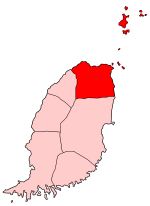
세인트패트릭구의 위치

세인트패트릭구(영어: Saint Patrick Parish)는 그레나다 북부에 위치한 구로 행정 중심지는 소튜이며 면적은 44km2, 인구는 10,674명(2001년 기준)이다.